# كارول موسيلي براون
كارول إليزابيث موسلي بروان، يُطلق عليها أحيانًا اسم موسلي براون، (من مواليد 16 أغسطس عام 1947)، دبلوماسية وسياسية ومحامية أمريكية مثلت ولاية إلينوي في مجلس الشيوخ الأمريكي في الفترة الممتدة بين عامي 1993 و 1999. كانت براون أول امرأة من أصول أفريقية في التاريخ تصل إلى عضوية مجلس الشيوخ الأمريكي، وأول امرأة من أصل أفريقي تشغل منصب عضو مجلس الشيوخ الأمريكي عن الحزب الديموقراطي، وأول امرأة تهزم سيناتورًا في الانتخابات لشغل كرسيه، وأول امرأة في مجلس الشيوخ الأمريكي عن ولاية إلينوي.
قبل شغلها لكرسيها في مجلس الشيوخ الأمريكي، شغلت موسيلي براون منصب عضو في مجلس نواب ولاية إلينوي بين عامي 1979 و 1988، وعملت كموظفة تسجيل عقاري في مجلس مقاطعة كوك بين عامي 1988 و 1992. انتخبت براون عضوًا في مجلس الشيوخ الأمريكي في عام 1992 بعد هزيمتها للسيناتور آلان ج. ديكسون في الانتخابات التمهيدية للحزب الديموقراطي. خدمت موسيلي براون في مجلس الشيوخ لدورة واحدة، وخسرت أمام مرشح الحزب الجمهوري، بيتر فيتزجيرالد، في انتخابات عام 1998.
بعد انتهاء خدمتها في مجلس الشيوخ الأمريكي، شغلت موسيلي براون منصب سفير الولايات المتحدة في نيوزيلندا وساموا بين عامي 1999 و 2001، وكانت في قائمة مرشحي الحزب الديموقراطي لخوض الانتخابات الرئاسية الأمريكية لعام 2004، إلّا أنها انسحبت من السباق الانتخابي قبل إطلاق أعمال المؤتمر التحضيري للانتخابات في ولاية آيوا. في شهر نوفمبر من عام 2010، وبعد إعلان ريتشارد دالي نيته عدم الترشح مرة جديدة لمنصب عمدة شيكاغو، أطلقت موسيلي بروان حملتها الانتخابية لحل محله، فحازت على المركز الرابع بين ستة مرشحين، وخسرت الانتخابات في شهر فبراير من عام 2011 أمام رام إيمانويل.  

## أولى سنوات حياتها وتعليمها وأسرتها وبدايات حياتها المهنية
وُلدت كارول إليزابيث موسيلي في مدينة شيكاغو بولاية إلينوي الأمريكية ودرست في مدارس أبرشية وعامة. التحقت بمدرسة راغلز الابتدائية، وانتقلت بعدها إلى مدرسة باركر الثانوية (التي تحولت اليوم إلى مدرسة بول روبسون الثانوية) في شيكاغو. كان والدها ضابط شرطة وحارس سجن في شيكاغو، أما والدتها، إدنا أي. (دايفي)، فكانت فنية طبية في إحدى مستشفيات المدينة، وكان كلا والديها كاثوليكيين. عاشت الأسرة في حي من أحياء الطبقة المتوسطة في الجزء الجنوبي من مدينة شيكاغو. انفصل والدا موسيلي براون عندما كانت في سن المراهقة، واضطرت بعدها للعيش مع جدتها.
بدأت موسيلي براون دراستها الجامعية في جامعية إلينوي في أوربانا شامبين، إلّا أنها تركتها بعد أربعة أشهر فقط، وتخصصت بعدها في العلوم السياسية في جامعة إلينوي في شيكاغو، وتخرجت منها عام 1969. حصلت موسيلي براون على درجة الدكتوراه في القانون من كلية الحقوق بجامعة شيكاغو عام 1972.
في عام 1973، تزوجت موسيلي مايكل براون الذي التقت به في كلية الحقوق. رُزق الزوجان بابن وحيد، ماثيو بروان، عام 1977، وانتهى زواجهما بالطلاق عام 1986.
شغلت موسيلي بروان منصب المدعي العام في مكتب وكيل وزارة العدل الأمريكية في شيكاغو بين عامي 1973، و 1977. بصفتها مساعدة للمدعي العام للولايات المتحدة، وعملت بشكل أساسي في مجالي القانون المدني وقانون الاستئناف. حاز عملها في مجالات الإسكان والسياسات الصحية والقوانين البيئية على جائزة الإنجازات المميزة الخاصة بالنيابة العامة.